# 雷特索夫 (紐約州)
雷特索夫（英語：Retsof）是位於美國紐約州利文斯頓縣的普查規定居民點。

## 人口
根據2020年美國人口普查的數據，雷特索夫的面積為1.17平方千米，皆為陸地。當地共有人口326人，而人口密度為每平方千米278.63人。